# Johanna Matz
Johanna Matz, född 5 oktober 1932 i Wien, Österrike, död 21 april 2025, var en österrikisk skådespelare. Matz arbetade under många år som skådespelare på Burgtheater. På 1950-talet gjorde hon huvudroller i flera österrikiska och tyska filmer.

## Filmografi, urval
- 1953 – Alles für Papa
- 1955 – Mozart
- 1958 – Jungfruburen
- 1958 – Wien, flickor och sång